# Cyberpunk: Edgerunners
Cyberpunk: Edgerunners (Nhật: サイバーパンク エッジランナーズ Hepburn: Saibāpanku Ejjirannāzu) là một web anime thể loại cyberpunk do Nhật Bản - Ba Lan hợp tác sản xuất, dựa trên trò chơi điện tử Cyberpunk 2077 của CD Projekt Red. Bộ anime được Studio Trigger diễn hoạt dưới sự giám sát của CD Projekt và công chiếu trên Netflix vào tháng 9 năm 2022. Lấy bối cảnh trong vũ trụ Cyberpunk do Mike Pondsmith sáng tạo, tác phẩm đóng vai trò là phần tiền truyện của Cyberpunk 2077 và lấy mốc thời điểm diễn ra khoảng một năm trước các sự kiện trong trò chơi.
Kể từ khi phát hành, Cyberpunk: Edgerunners nhận được nhiều đánh giá cao. Bộ phim chủ yếu được khen ngợi ở phần nhân vật, chất lượng hoạt hình và xây dựng thế giới.

## Tóm tắt
Trong 1 thế giới dystopia tràn ngập tham nhũng, tội phạm và công nghệ cấy ghép thiết bị phát triển, cậu bé David Martinez đã mất đi tất cả khi vô tình vướng vào 1 vụ lái xe xả súng cướp đi sinh mạng của mẹ cậu. Cảm thấy không còn con đường nào tốt hơn để chọn, cậu quyết định trở thành edgerunner, những tay lính đánh thuê công nghệ cao ngoài vòng pháp luật, còn được biết đến với tên gọi khác là "cyberpunk".

## Nhân vật
David Martínez (デイビット・マルティネス Deibitto Marutinesu)
Lồng tiếng bởi: Kenn (tiếng Nhật), Zach Aguilar (tiếng Anh)
Thiếu niên gốc Tây Ban Nha và là học sinh xuất sắc của Học viện Arasaka danh tiếng. Do xuất thân từ gia đình nghèo, cậu thường xuyên bị bạn cùng lớp bắt nạt và cảm thấy mình không thuộc về trường. Sau 1 bi kịch tàn khốc, cậu đành phải bỏ học đi theo con đường trở thành edgerunner.
Lucy (ルーシー Rūshī)
Lồng tiếng bởi: Yūki Aoi (tiếng Nhật), Emi Lo (tiếng Anh)
Cô gái trẻ có quan hệ tình cảm với David và là người dẫn dắt anh đến thế giới ngầm tội phạm của Night City. Cô có lòng căm thù đặc biệt đối với tập đoàn Arasaka và mơ ước được du hành lên Mặt trăng.
Gloria Martínez (グロリア・マルティネス Guroria Marutinesu)
Lồng tiếng bởi: Hino Yurika (tiếng Nhật), Gloria Garayua (tiếng Anh)
Mẹ của David, nghề nghiệp là nhân viên y tế. Bà đã làm việc cật lực để trang trải học phí cho David tại Học viện Arasaka. Bà đã qua đời sau khi bị thương nặng trong 1 vụ lái xe xả súng.
Maine (メイン Mein)
Lồng tiếng bởi: Tōchi Hiroki (tiếng Nhật), William C. Stephens (tiếng Anh)
Edgerunner kỳ cựu chỉ huy 1 băng lính đánh thuê. Anh là 1 trong những khách hàng của Gloria và thu nhận David vào băng với tư cách là đàn em dưới trướng.
Dorio (ドリオ)
Lồng tiếng bởi: Kaiden Michiko (tiếng Nhật), Marie Westbrook (tiếng Anh)
Bạn gái của Maine, đồng thời là phó chỉ huy.
Kiwi (キーウィ Kīwi)
Lồng tiếng bởi: Honda Takako (tiếng Nhật), Stephanie Wong (tiếng Anh)
Netrunner kỳ cựu lạnh lùng và khắc kỷ, thành viên của băng Maine.
Pilar (ピラル Piraru)
Lồng tiếng bởi: Takagi Wataru (tiếng Nhật), Ian James Corlett (tiếng Anh)
Gã techie tục tằn và là thành viên của băng Maine. Anh trai của Rebecca.
Rebecca (レベッカ Rebekka)
Lồng tiếng bởi: Kurosawa Tomoyo (tiếng Nhật), Alex Cazares (tiếng Anh)
Edgerunner hung hăng, hiếu chiến, thành viên của băng Maine. Em gái của Pilar.
Faraday (ファラデー Faradē)
Lồng tiếng bởi: Inoue Kazuhiko (tiếng Nhật), Giancarlo Esposito (tiếng Anh)
Tay fixer (môi giới) làm việc cho tập đoàn Militech. Ông có mối quan hệ công việc với băng Maine và thường thuê họ làm các công việc liên quan đến gián điệp chống lại tập đoàn Arasaka.
Ripperdoc (リパードク Ripādoku)
Lồng tiếng bởi: Tsuda Kenjiro (tiếng Nhật), Borge Etienne (tiếng Anh)
Bác sĩ ripperdoc địa phương giúp nâng cấp và cài đặt các thiết bị vào cơ thể David.
Falco (ファルコ Faruko)
Lồng tiếng bởi: Kase Yasuyuki (tiếng Nhật), Matthew Mercer (tiếng Anh)
Thành viên băng Maine, làm nghề tài xế hỗ trợ cho băng tẩu thoát sau khi hoàn thành phi vụ.

## Sản xuất
Loạt anime được công bố trong buổi phát trực tiếp "Night City Wire" quảng bá cho trò chơi vào ngày 25 tháng 6 năm 2020 dưới dạng chương trình hợp tác giữa CD Projekt và Studio Trigger. Imaishi Hiroyuki là đạo diễn của loạt phim, Otsuka Masahiko và Usa Yoshiki viết kịch bản, Yoshinari Yoh thiết kế nhân vật và làm đạo diễn hoạt hình, Kaneko Yuto và Yoshigaki Yusuke làm trợ lý thiết kế nhân vật, Kaneko Hiroyuki làm trợ lý đạo diễn, Wakabayashi Hiromi làm giám đốc sáng tạo, và Yamaoka Akira là nhà soạn nhạc phim. Nhạc chủ đề mở đầu của anime là "This Fire" của Franz Ferdinand, bài chủ đề kết thúc là "Let You Down" của Dawid Podsiadło.

## Danh sách tập
| TT. | Tiêu đề           | Kịch bản phân cảnh                     | Đạo diễn          | Biên kịch                      | Cốt truyện                                           | Ngày phát sóng gốc  |
| --- | ----------------- | -------------------------------------- | ----------------- | ------------------------------ | ---------------------------------------------------- | ------------------- |
| 1 | "Let You Down"    | Kaneko Yoshiyuki                       | Kaneko Yoshiyuki  | Usa Yoshiki                    | Bartosz Sztybor, Jan Bartkowicz, và Łukasz Ludkowski | 13 tháng 9 năm 2022 |
| David Martinez là 1 thiếu niên theo học tại Học viện Arasaka danh giá theo nguyện vọng của Gloria, mẹ cậu mặc dù họ đang gặp khó khăn về tài chính. David đã cài phần mềm bất hợp pháp vào thiết bị của cậu để tránh phải trả tiền cho một bản cập nhật bắt buộc để tiếp tục tham gia lớp học. Phần mềm bất hợp pháp đã làm hỏng hệ thống của trường và Gloria buộc phải bồi thường thiệt hại. Trên đường về nhà, David cãi vặt với mẹ trước khi họ vô tình bị cuốn vào một cuộc chiến băng đảng trên đường phố khiến Gloria bị thương nặng. David truy cập vào tài khoản tiết kiệm của Gloria để thanh toán chi phí y tế của bà và phát hiện ra bà đã đánh cắp 1 bộ thiết bị cấy ghép dùng cho quân sự tên là Sandevistan. Sau khi bị bạn cùng lớp Katsuo hành hung, David thất thểu đi về và nhận ra tình trạng của Gloria không mấy khả quan, bà đã không qua khỏi. Cậu đã suy sụp tinh thần sau cái chết của mẹ lại còn tức tối vì bị Katsuo xúc phạm nên quyểt định tìm đến ripperdoc địa phương, người mà cậu thường giao thiệp để mua hàng chợ đen nhằm cấy ghép thiết bị Sandevistan vào cơ thể. |                   |                                        |                   |                                |                                                      |                     |
| 2 | "Like A Boy"      | Kaneko Yoshiyuki                       | Shimodaira Yūichi | Usa Yoshiki và Ōtsuka Masahiko | Bartosz Sztybor, Jan Bartkowicz, và Łukasz Ludkowski | 13 tháng 9 năm 2022 |
| Ripperdoc đồng ý cấy ghép Sandevistan, thứ mang lại cho David sức mạnh, tốc độ và phản xạ siêu phàm. Với khả năng mới của mình, David trở lại trường học và trả thù Katsuo bằng cách hành hung Katsuo trước mặt bạn học, khiến David bị trục xuất khỏi Học viện. Tanaka, bố của Katsuo, đồng thời là quan chức cấp cao của Arasaka nhận thấy rằng David có thể sử dụng Sandevistan mà không có tác dụng phụ rõ ràng nên muốn anh trở thành đối tượng thí nghiệm có giá trị cho sản phẩm mới nhất của họ. Về phần David, sau khi bị trục xuất khỏi học viện, cậu đã có cuộc gặp gỡ định mệnh với Lucy, netrunner trẻ tuổi khi đang đi lang thang trên phố một cách vô định. Cậu chấp nhận làm cộng sự tham gia móc túi với Lucy trên tàu điện ngầm với tốc độ không ai bì kịp. Sau 1 đêm móc túi không ngừng nghỉ trên tàu điện ngầm, David gục ngã vì lạm dụng Sandevistan của mình. Lucy mang David đến chỗ ripperdoc, ông kê cho David thuốc ức chế miễn dịch và cảnh báo cậu không sử dụng Sandevistan của mình nhiều hơn 2 hoặc 3 lần một ngày, dù vậy ông cũng nói thêm rằng David có sức chịu đựng đặc biệt đối với loại thiết bị này. Lucy mời David đến căn hộ của cô, nơi cô tâm sự rằng ước mơ của cô là rời khỏi thế giới để định cư ở Mặt trăng. Cô cho David trải nghiệm 1 chuyến du hành ảo trên bề mặt của Mặt trăng, nhưng hóa ra đó lại là âm mưu giao nộp David cho 1 băng nhóm edgerunner. |                   |                                        |                   |                                |                                                      |                     |
| 3 | "Smooth Criminal" | Amemiya Akira                          | Ōwada Mai         | Usa Yoshiki và Ōtsuka Masahiko | Bartosz Sztybor, Jan Bartkowicz, và Łukasz Ludkowski | 13 tháng 9 năm 2022 |
| David phải đối mặt với băng nhóm do 1 người đàn ông tên là Maine cầm đầu, anh tiết lộ rằng Gloria đã bán Sandevistan cho anh 1 ngày trước khi bà qua đời và anh có quen biết với bà ta. David tiết lộ rằng cậu là con trai của Gloria và đề nghị làm việc cho Maine, chứng tỏ khả năng tương thích của cậu với Sandevistan. Cảm thấy thú vị, Maine nể tình là chỗ thân thiết với Gloria nên cho David cơ hội để chứng tỏ bản thân. David sau đó trở về nhà, bày tỏ sự thất vọng và mất niềm tin với Lucy. Ngày hôm sau, David gặp lại nhóm, và Maine giới thiệu cậu với các thành viên khác: Kiwi, Dorio và Pilar. David sau đó tham gia vào 1 vụ trộm để đánh cắp dữ liệu định hướng của Maxim, tài xế của tập đoàn Arasaka. Kế hoạch trở nên tồi tệ do những sự cố ngoài ý muốn buộc David và Lucy phải đánh cắp chiếc limo của Maxim để lấy dữ liệu định hướng thay vào đó. Maine giải cứu họ khỏi 1 băng đảng xã hội đen Nhật Bản do Maxim cử đến và chính thức lôi kéo David vào băng đảng do ấn tượng với màn thể hiện ngay lần đầu làm việc. David cũng gặp gỡ môi giới của Maine, Faraday, người đã giao cho họ công việc đánh cắp dữ liệu định hướng của Maxim để lấy thông tin về hành động của Tanaka. David sau đó nhận được tin nhắn từ Học viện đề nghị cậu trở lại, nhưng cậu thẳng thừng từ chối. |                   |                                        |                   |                                |                                                      |                     |
| 4 | "Lucky You"       | Kaneko Yoshiyuki                       | Furukawa Akira    | Usa Yoshiki và Ōtsuka Masahiko | Bartosz Sztybor                                      | 13 tháng 9 năm 2022 |
| Với tư cách tân binh, David được các thành viên khác trong băng huấn luyện nhiều kỹ năng, bao gồm chạy việc vặt cho Pilar và Rebecca, học cách lái xe từ Maine và chạy bộ vào ban đêm với Lucy. Cậu cũng tham gia vào một số công việc cùng với băng, chẳng hạn như thủ tiêu 1 băng đảng, giải cứu Rebecca khỏi một băng đảng khác, và giúp Lucy móc túi. Cậu biết rằng Lucy là 1 netrunner tài năng nhưng không biết thêm nhiều điều khác về quá khứ của cô. David tâm sự với Maine rằng cậu có tình cảm với Lucy, nhưng cậu nghĩ rằng Lucy không cảm thấy như vậy và không chắc là có nên tin tưởng cô hay không. Dần dần, David trở nên gắn bó với băng nhóm và xem họ như gia đình. Vào 1 ngày nọ, trên đường từ quán bar về nhà, Pilar châm chọc 1 gã vô gia cư đang tiểu bậy trên đường. Gã vô gia cư đó hóa ra là siêu loạn trí (cyberpsycho) và bất ngờ giết Pilar bằng một khẩu súng được giấu kín. Khi gã siêu loạn trí nhắm vào Lucy, David sử dụng Sandevistan để đánh lạc hướng gã và giết gã trước khi gã có thể tấn công Lucy một lần nữa. David đưa Lucy về nhà trong khi cả nhóm ở lại xử lý đống hỗn độn. Lucy tiết lộ rằng ước mơ lên Mặt trăng của cô là thật và cô chưa từng chia sẻ điều này với ai khác. Cuối cùng họ cũng làm hòa, David hứa với Lucy là cậu sẽ đưa cô lên Mặt trăng, và họ hôn nhau. |                   |                                        |                   |                                |                                                      |                     |
| 5 | "All Eyez On Me"  | Nakano Kōdai                           | Nakano Kōdai      | Usa Yoshiki và Ōtsuka Masahiko | Bartosz Sztybor                                      | 13 tháng 9 năm 2022 |
| Cả băng nhóm cố gắng tìm thêm manh mối về Tanaka, và Kiwi đề cập đến việc cô phát hiện ra rằng ông Tanaka có 1 sở thích bí mật là xem những trải nghiệm bất hợp pháp (braindance) do "JK" tạo ra. David ngay lập tức nhận ra "JK" chính là Jimmy Kurosaki, đạo diễn sản xuất trải nghiệm bất hợp pháp nổi tiếng, ông có thể điều chỉnh các bản trải nghiệm theo nhu cầu của các khách hàng đặc biệt, bao gồm cả Tanaka. Nhận thấy đó là cơ hội phục kích Tanaka, băng nhóm định bắt JK nhưng bị JK phát giác, ông bắt cóc David và bỏ trốn khỏi hiện trường, Lucy và Dorio quyết truy tìm ông. JK tra tấn thần kinh David bằng trải nghiệm bất hợp pháp hòng biến anh thành siêu loạn trí nhưng bị Lucy và Dorio truy tìm ra và bắt giữ. Không còn lựa chọn nào khác, JK đồng ý làm mồi nhử Tanaka, nhưng cũng không quên cảnh báo rằng một ngày nào đó, Sandevistan sẽ khiến David thành siêu loạn trí. Tanaka đến gặp JK và sau đó bị bắt, ông cố đả thương băng nhóm bằng mưa đạn nhưng chỉ có thể làm cho JK bị trọng thương. Khi Đội Cứu thương đến, cả nhóm buộc phải nhanh chóng di tản cùng Tanaka trong khi David vẫn đang ám ảnh lời cảnh báo của JK. |                   |                                        |                   |                                |                                                      |                     |
| 6 | "Girl on Fire"    | Ikarashi Kai                           | Kaneko Yoshiyuki  | Usa Yoshiki và Ōtsuka Masahiko | Bartosz Sztybor, Jan Bartkowicz, và Łukasz Ludkowski | 13 tháng 9 năm 2022 |
| Maine bắt đầu có triệu chứng của siêu loạn trí, dấu hiệu ban đầu là anh gặp khó khăn trong việc kiểm soát các bộ phận cấy ghép của mình, bị chập mạch đột ngột, bị ảo giác và tâm trạng sáng nắng chiều mưa. Đỉnh điểm của triệu chứng là anh mất tự chủ và tấn công Kiwi khi cô đang cố xâm nhập vào mạng dữ liệu thần kinh của Tanaka, khiến cô bị thương nặng. Lucy đồng ý làm thay Kiwi, nhưng với điều kiện là phải tránh xa Maine, và để David đi cùng cô. Khi Lucy đang đào sâu vào tâm trí của Tanaka, Tanaka đột nhiên tỉnh lại và cầu xin David hãy thả ông ra, ông nói với David rằng ông có thể hủy bỏ quyết định trục xuất David ra khỏi Học viện, rằng David vẫn còn tương lai tươi sáng nếu cậu tiếp tục đi học, và rằng đám edgerunner sẽ giết ông ngay sau khi họ lấy được dữ liệu. Ông còn nói thêm rằng David không hề tự do, cậu vẫn đang làm việc cho tập đoàn và khẳng định Militech là kẻ đứng đằng sau vụ này. Điều này khiến David chần chừ đủ lâu để thiết bị nối thần kinh của Lucy với thần kinh của Tanaka bị tuột ra, khiến Lucy có nguy cơ tử vong. Dorio ngắt kết nối Lucy một cách an toàn, nhưng thiết bị gây nhiễu của họ đã bị vô hiệu hóa, dẫn đến việc Đội Cứu thương nhận được tín hiệu từ Tanaka và lên đường nhờ Sở Cảnh sát Night City (NCPD) đến hỗ trợ. Maine đưa David và Lucy lên xe tẩu thoát trước trong khi anh và Dorio lôi Tanaka theo để đánh lạc hướng Đội Cứu thương và NCPD. Tuy nhiên, trong trận chiến, Maine phải vật lộn với chứng siêu loạn trí, dẫn đến việc vô tình giết chết Dorio khi cô cố bảo vệ anh. Trong cơn loạn trí, anh cũng đã giết chết Tanaka. David cố giải cứu Maine nhưng chỉ có thể bất lực nhìn Maine ân hận đánh bom tự sát cùng với thi thể của Dorio. Việc tốt nhất mà David có thể làm chỉ là ôm theo cánh tay máy của Maine và tẩu thoát khỏi hiện trường. |                   |                                        |                   |                                |                                                      |                     |
| 7 | "Stronger"        | Yoshihiro Miyajima                     | Munehiro Tomoyuki | Ōtsuka Masahiko                | Bartosz Sztybor, Jan Bartkowicz, và Łukasz Ludkowski | 13 tháng 9 năm 2022 |
| Một thời gian sau vụ bắt cóc Tanaka hoài công, David trở thành thủ lĩnh mới của băng nhóm edgerunner của Maine, cậu thực hiện nhiều ca cấy ghép hơn, bao gồm cả cấy ghép cánh tay của Maine, và trở thành edgerunner nổi tiếng. Tuy nhiên, cậu không thể thuyết phục Lucy gia nhập lại băng. Sau khi hoàn thành xuất sắc công việc giải cứu VIP khỏi băng đảng Maelstrom mà người môi giới Wakako giao cho, David được Faraday tiếp cận, mời cậu vào một công việc từ Militech chống lại Arasaka như một bài kiểm tra để xem liệu cậu có xứng đáng kế thừa công việc cuối cùng của Maine là khôi phục dữ liệu mà Tanaka che giấu. Faraday cũng yêu cầu David cố thuyết phục Lucy tham gia vụ này. Trở về nhà, David nói chuyện với Lucy, muốn biết thêm về quá khứ của cô. Cô tiết lộ rằng cô từng là thành viên của đội netrunner đặc biệt do Arasaka ở quốc gia khác nuôi dưỡng và đào tạo để lặn sâu vào mạng Old Net nhằm khôi phục dữ liệu bị mất trong quá khứ. Tuy nhiên, công việc này rất nguy hiểm vì nó khiến họ tiếp xúc với nhiều AI hung hãn và phần mềm độc hại, chúng đã giết chết nhiều thành viên trong nhóm. Cuối cùng, Lucy cũng thoát khỏi Arasaka và dừng chân ở Night City. Cô cũng thừa nhận rằng trước đây cô chỉ biết lo cho bản thân, giờ cô lo cho sức khỏe của David nhiều hơn. Sau đó, Lucy giết chết 1 đặc vụ Arasaka, kẻ đang cố điều tra dữ liệu về một đối tượng thí nghiệm đã bị xóa một cách bí ẩn khỏi hồ sơ của Tanaka. |                   |                                        |                   |                                |                                                      |                     |
| 8 | "Stay"            | Miyajima Yoshihiro                     | Shimodaira Yūichi | Ōtsuka Masahiko                | Bartosz Sztybor, Jan Bartkowicz, và Łukasz Ludkowski | 13 tháng 9 năm 2022 |
| Đảm nhận công việc của Faraday, David ám sát giám đốc và thư ký phòng thí nghiệm Arasaka nhưng có dấu hiệu của siêu loạn trí khi đang làm nhiệm vụ. Trong khi đó, Cơ quan Phản gián Arasaka đang điều tra những cái chết bí ẩn của nhân viên Arasaka. Tin rằng Militech có liên quan, họ sắp xếp một vụ ám sát Faraday nhưng ông đã thoát chết trong gang tấc. Với việc Militech từ chối cung cấp bảo vệ cho Faraday do ông không thu được kết quả trong việc khôi phục dữ liệu dự án siêu khung xương (cyberskeleton) của Arasaka, Faraday quyết định phản bội Militech đi đêm với Arasaka. Arasaka sẵn sàng tha thứ cho Faraday vụ giết hại Tanaka nếu ông tìm ra kẻ thủ ác chịu trách nhiệm cho việc che giấu dữ liệu của Tanaka và ám sát các đặc vụ của họ. David tiếp tục xuất hiện thêm triệu chứng của siêu loạn trí do sang chấn tâm lý từ việc giết hại nữ thư ký vô tội ở phòng thí nghiệm làm cậu liên tưởng đến mẹ mình. Ripperdoc khuyến cáo David nên tháo bớt thiết bị cấy ghép của cậu, David nổi điên và tấn công Ripperdoc khiến cho mối quan hệ của họ xấu đi. David muốn Lucy quay lại băng, nhưng cô khẳng định là cô có việc phải lo trước và David đắn đo việc chia tay với cô. Sau đó, Lucy phát hiện ra đặc vụ Arasaka khác đang cố tìm kiếm dữ liệu của Tanaka và tiến đến giết gã ta. Tuy nhiên, đó là cái bẫy do Faraday và Kiwi đặt ra để bắt cóc Lucy. Kiwi đã lén lút phản bội băng và làm việc với Faraday. |                   |                                        |                   |                                |                                                      |                     |
| 9 | "Humanity"        | Kaneko Yoshiyuki                       | Furukawa Akira    | Ōtsuka Masahiko                | Bartosz Sztybor, Jan Bartkowicz, và Łukasz Ludkowski | 13 tháng 9 năm 2022 |
| Sau khi tra khảo Lucy, Faraday và Kiwi phát hiện ra rằng Lucy đã tích cực che giấu dữ liệu của Tanaka về việc David sẽ là đối tượng thí nghiệm tiềm năng cho thiết bị siêu khung xương do Arasaka phát triển, cô làm điều này là để bảo vệ David. Nhận ra điều này, Faraday dự định giao nộp cả Lucy và David cho Arasaka để đảm bảo vị trí của ông trong công ty. Faraday lên kế hoạch giao cho David nhiệm vụ tấn công 1 đoàn xe Arasaka cướp lấy thùng hàng quan trọng để dụ David vào tròng. David với sự giúp đỡ của Kiwi, Rebecca và Falco đã chiếm được thùng hàng chính của đoàn xe, bên trong thùng hàng là 1 thiết bị siêu khung xương. Sau đó, lực lượng quân tinh nhuệ của Militech kéo đến, Faraday đóng giả Lucy để xúi giục David cài bộ siêu khung xương vào người và sử dụng nó để tiêu diệt lực lượng Militech. Kiwi thì nhanh chóng tẩu thoát khỏi thùng xe. Lucy thật thoát ra được trong khoảng thời gian ngắn và cảnh báo David rằng Faraday đã đóng giả cô để lừa David trước khi bị bắt lại. Tức giận, David sử dụng siêu khung xương để tiêu diệt lực lượng Militech bất chấp việc cơ thể cậu bị chịu áp lực nặng nề. Sau đó David nói với Rebecca và Falco rằng họ sẽ giải cứu Lucy và dạy cho Faraday 1 bài học. |                   |                                        |                   |                                |                                                      |                     |
| 10 | "My Moon My Man"  | Imaishi Hiroyuki, Sushio, Yoshinari Yō | Nakano Kōdai      | Ōtsuka Masahiko                | Bartosz Sztybor, Jan Bartkowicz, và Łukasz Ludkowski | 13 tháng 9 năm 2022 |
| David điên cuồng chiến đấu với lực lượng Militech, Arasaka và MaxTac khi cậu, Rebecca và Falco tiến đến Tháp Arasaka. Trong lúc chiến đấu, tình trạng của David tiếp tục xấu đi khi cậu hết thuốc ức chế miễn dịch. Cùng lúc đó, Kiwi cân nhắc về việc làm việc với Faraday và quyết định cắt đứt quan hệ với ông, vì vậy ông đã giết cô vì cô không còn giá trị lợi dụng. Trước khi chết, Kiwi báo cho David và những người khác biết vị trí của Faraday và Lucy. David tấn công tòa tháp, giết lực lượng bảo vệ Arasaka, giải cứu Lucy và đánh cho Faraday tàn phế. Nhận thấy tình hình đã vượt quá tầm kiểm soát, Arasaka quyết định gọi cyborg huyền thoại Adam Smasher để hạ gục David. Trong cuộc giao tranh, Faraday rơi từ trên cao xuống và chết, Rebecca không may bị Adam Smasher nghiền nát. David giao nhiệm vụ cho Falco đưa Lucy đến nơi an toàn trong khi cậu ở lại để cầm chân Adam Smasher. Mặc dù có siêu khung xương trên người, nhưng David không thể sánh được với Adam Smasher dày dạn kinh nghiệm lẫn sức mạnh, kết quả là anh thất bại nhưng biết rằng Lucy vẫn an toàn. Anh đã có thể ra đi thanh thản mà không hối tiếc điều gì. Một thời gian sau, Lucy hoàn thành ước mơ du hành lên Mặt trăng nhưng buồn bã vì thiếu bóng người mình yêu. |                   |                                        |                   |                                |                                                      |                     |